# Duta Kamaso
Duta Kamaso (geb. in Sutokoba) ist eine gambische Politikerin.

## Leben
Kamaso besuchte die Sutukoba Primary School.
Bei den Parlamentswahlen in Gambia 2002 trat sie für die Regierungspartei Alliance for Patriotic Reorientation and Construction (APRC) im Wahlkreis Wuli East an und gewann das Mandat mit über 65 Prozent der Stimmen vor Mamadi Jabbi People’s Democratic Organisation for Independence and Socialism (PDOIS).
Im Januar 2006 wurde sie in den Vorstand der Frauenrechtsorganisation GAMCOTRAP gewählt.
Am 2. Juni 2006 wurden ihr Ausschluss aus der APRC und ihre Festnahme durch den Nachrichtendienst NIA bekannt. Demnach wurde sie bei der Rückreise aus Senegal festgenommen. wohin sie ihren Sohn zu einer medizinischen Behandlung begleitet hatte. Als Grund hierfür wurden partei- und staatsschädigendes Verhalten genannt (activities detrimental to the party and the state). Durch den Ausschluss verlor sie auch ihren Sitz im Parlament.
Anfang Juni 2006 war sie von der Nationalversammlung als Abgeordneten im Parlament der Westafrikanischen Wirtschaftsgemeinschaft (ECOWAS) gewählt worden. Aufgrund ihres Ausschlusses aus dem Parlament wurde schon eine Woche später ihre Ersetzung durch Nyimasata Sanneh-Bojang beschlossen.
Kamaso wurde über mehrere Monate ohne Anklage in Haft festgehalten. Als Grund wurden Konflikte mit der Parteiführung vermutet. Im September kamen Gerüchte auf, sie sei in der Haft gestorben. Am 9. Oktober 2006 wurde sie schließlich wieder frei gelassen, musste sich aber fortan wöchentlich beim Nachrichtendienst melden.
2014 wurde ihr Sohn Abdoulie Saidykhan ebenfalls ohne Anklage für 16 Tage festgenommen.
2018 schloss sie sich der People’s Progressive Party (PPP) an und übernahm die Zuständigkeit für die Öffentlichkeitsarbeit.

## Familie
Kamaso hat vier Kinder.